# Henri de Coimbra
Le père Henrique Suares de Coimbra fut d'abord juge au tribunal des requêtes puis se fit franciscain au couvent de Alenquer.
Il fit partie de l'escadre de Pedro Álvares Cabral et célébra la première messe au Brésil le 26 avril 1500.
Aux Indes, il fut blessé dans le dos dans un assaut donné au comptoir de Calicut. Au retour, il fut confesseur du roi. Il décéda le 14 avril 1532.

## Source
- Max Fleiuss: Apostilas de história do brasil, dans Revista Histórico e Geográfico Brasileiro (Volume especial), 1933.